# هنري ستيوارت راسيل
هنري ستيوارت راسيل (بالإنجليزية: Henry Stuart Russell)‏ هو ناشر أسترالي، ولد في 16 مارس 1818 في لندن في المملكة المتحدة، وتوفي في 5 مارس 1889.